# ياكيس (أغنية)
ياكيس (بالإنجليزية: Yikes)‏ وتعني Yikes الشعور بالخوف أو التفاجئ، هي أغنية لمغنية الراب الأمريكيى نيكي ميناج. تم إصدارها كأغنية ترويجية في 7 فبراير 2020 ، تلقت "Yikes" انتقادات بسبب كلماتها التي أشارت إلى الناشطة روزا باركس. ظهر لأول مرة في المرتبة 23 على بيلبورد هوت 100 سجلت بذلك ميناج رقم قياسي .

## الخلفية
نشرت ميناج الأغنية لأول مرة جزء صغير منها على تويتر في 4 فبراير 2020. تلقت الاغنية انتقادات لكلمات الأغاني بما في ذلك ذكر الناشطة الراحلة روزا باركس ، التي ردت ميناج بقولها «لم يكن لديها أي فكرة عن أي شخص كان غاضب» وانها لا تهتم. في 6 فبراير 2020 ، كشفت عن غلاف الاغنية وأعلنت أنه سيتم إصدارها في وقت لاحق من تلك الليلة. يظهر الغلاف ميناج في سيارة رياضية حمراء وتلوح ميناج إلى المصورين.